# Pablo Cuñat Campos
Pablo Cuñat Campos (nascut el 28 d'abril de 2002) és un futbolista professional valencià que juga com a porter pel Llevant UE.

## Carrera de club
Nascut a València, Cuñat es va incorporar a La Masia del FC Barcelona el 13 de juny de 2017, procedent del Levante UD de la seva ciutat natal. Va tornar al Llevant el 2020 i va debutar amb el filial el 13 de desembre d'aquell any, començant com a titular en una derrota a casa per 1-0 a Segona Divisió B contra l'Hércules CF.
El 3 de desembre de 2021, després d'establir-se com a titular amb el B amb l'entrenador Alessio Lisci, Cuñat va renovar el seu contracte amb el club fins al 2024. El 7 d'agost de 2023, va ser cedit a la SD Amorebieta de segona divisió per a la temporada.
Cuñat va fer el seu debut com a professional l'11 d'agost de 2023, començant en un empat a casa 1-1 contra el seu club matriu, el Levante. El 9 de juliol de 2024, després del descens de l'Amore, es va traslladar al FC Cartagena de segona divisió també amb un contracte de cessió d'un any.